# 双斑眶棘鲈
双斑眶棘鲈（学名：Scolopsis bimaculatus）为眶棘鲈科眶棘鲈属的鱼类。分布于印度、印度尼西亚、菲律宾以及中国南海等海域。